# نقطة ماكبيرني
نقطة ماكبيرني (بالإنجليزية: McBurney's point)‏ هو الاسم الذي يطلق على نقطة في الجانب الأيمن من البطن الذي هو ثلث المسافة من الشوكة الحرقفية الأمامية العلوية إلى السرّة. تتوافق هذه النقطة تقريبًا مع الموقع الأكثر شيوعًا لقاعدة الزائدة الدودية حيث ترتبط بالأعور.